# Кост од мамута
Кост од мамута је југословенски ТВ филм из 1979. године. Режирао га је Слободан Шијан по сценарију Гордана Михића.

## Улоге
| Глумац                | Улога        |
| --------------------- | ------------ |
| Данило Бата Стојковић | Душанов отац |
| Славко Штимац         | Душан        |
| Ђорђе Балашевић       | Миле         |
| Иван Бекјарев         | шеф кухиње   |
| Миливоје Томић        |              |
| Жарко Бајић           |              |